# António Pinto da Costa Carneiro
Antônio Pinto da Costa Carneiro (Porto, 13 de agosto de 1849 — Laguna, 15 de agosto de 1908) foi um jornalista e político luso-brasileiro.
Filho de Custódio Pinto da Costa Carneiro e de Rosa Dias Carneiro.
Foi deputado à Assembleia Legislativa de Santa Catarina na  1ª legislatura (1894 — 1895), na 2ª legislatura (1896 — 1897), na 3ª legislatura (1898 — 1900), na 4ª legislatura (1901 — 1903), e na 6ª legislatura (1907 — 1909).